# 德米特羅·維塔利約維奇·丘馬克
德米特罗·维塔利約维奇·丘马克（烏克蘭語：Дмитро Віталійович Чумак；1990年7月11日—），乌克兰男子举重运动员，2015年世界举重锦标赛男子94公斤级铜牌得主、2018年世界举重锦标赛男子102公斤级银牌得主。